# 2015 في الأوروغواي
فيما يلي قوائم الأحداث التي وقعت خلال عام 2015 في الأوروغواي.

## سياسة

### تعيين في المنصب
- 1 مارس – تاباري فازكيز رئيس الأوروغواي.

### انتهاء فترة المنصب
- 1 مارس – خوزيه موخيكا رئيس الأوروغواي.

## رياضة
- 10 أكتوبر – تصفيات كأس العالم لكرة القدم 2018

## وفيات

### أبريل
- 13 أبريل – إدواردو غاليانو (مواليد 1940) كاتب أوروغواياني.

### يوليو
- 16 يوليو – أليسيدس غيغيا (مواليد 1926) لاعب كرة قدم أوروغواياني.

### أغسطس
- 30 أغسطس – هيكتور سيلفا (مواليد 1940) لاعب كرة قدم أوروغواياني.